# 道の駅フェニックス
道の駅フェニックス（みちのえき フェニックス）は、宮崎県宮崎市にある宮崎県道377号内海加江田線の道の駅である。

## 沿革
かつて宮崎交通がフェニックスドライブインとして、総工費約4,900万円をかけて建設され、1965年6月1日に開業した。
フェニックスドライブイン付近の道路は山側を曲がりくねったかたちで敷設されていたが、これが直線化されたことで、海側と山側に新たな敷地ができた。宮崎交通はこの敷地を購入。通常であれば海側にドライブインが建設されるのだが、岩切章太郎の「日南海岸の景色を一企業が独占してはならない」との考えにより、海側にはフェニックスが植えられ、山側にドライブインが建設されることとなった。
宮崎市は宮崎交通から施設を買い取り、2004年のフェニックスドライブインとしての閉鎖後に整備を進め、2005年4月16日より道の駅としての運用を開始した。沿線の県道377号はもともと国道220号の現道であったが、2008年3月に堀切峠トンネルが開通したことに伴い堀切峠とともに旧道となり、2015年4月1日に県道に移管された。

## 施設
- 駐車場
  - 普通車：99台
  - 大型車：6台
  - 身障者用：4台
- トイレ
  - 男：大 5器（2器）、小 9器（3器）
  - 女：7器（3器）
  - 身障者用：1器（1器）

※（）内は、24時間利用可能
- 公衆電話
- 公衆FAX

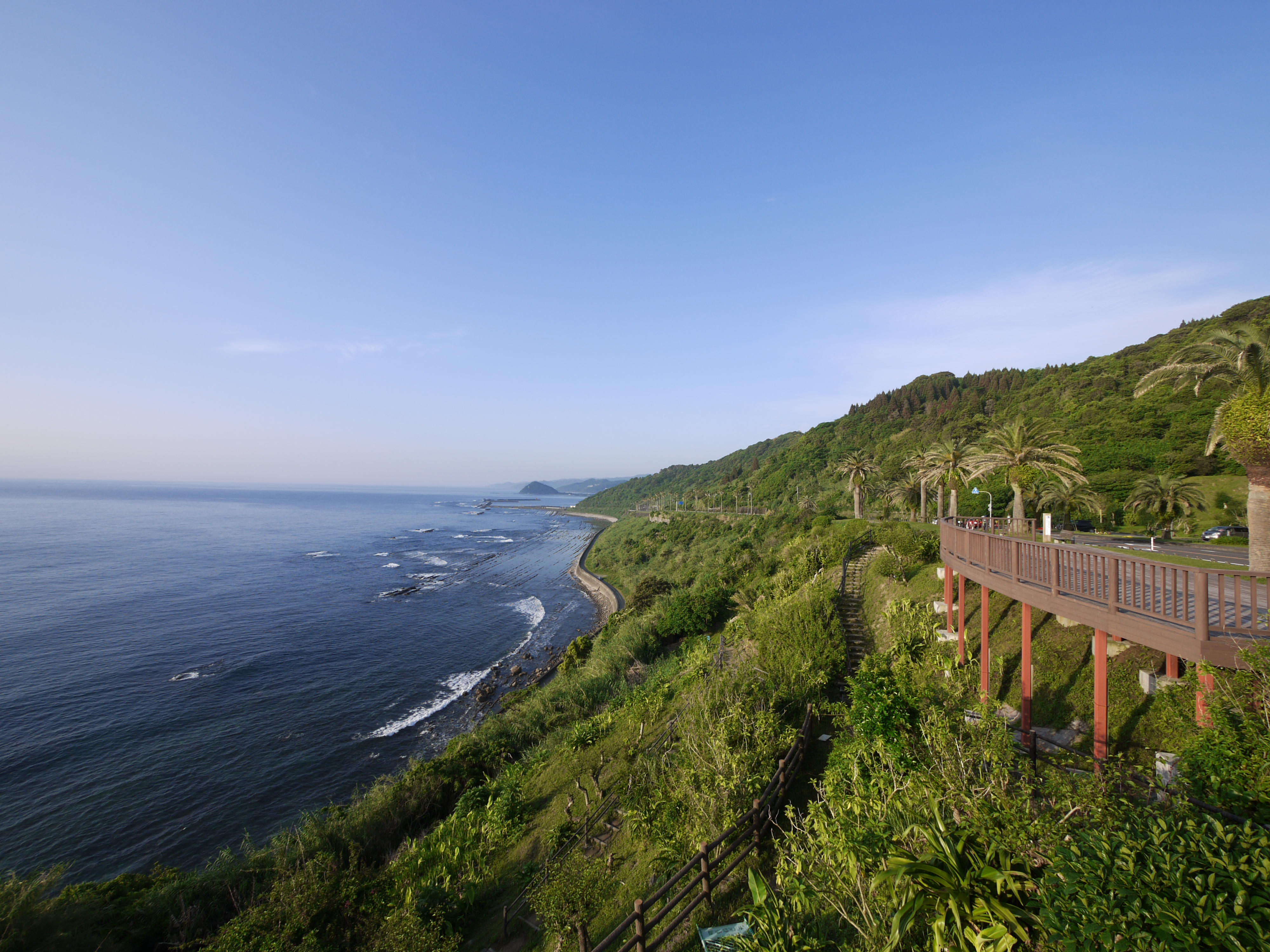
道の駅フェニックス 向い側からの日南海岸の眺望（2015年5月）

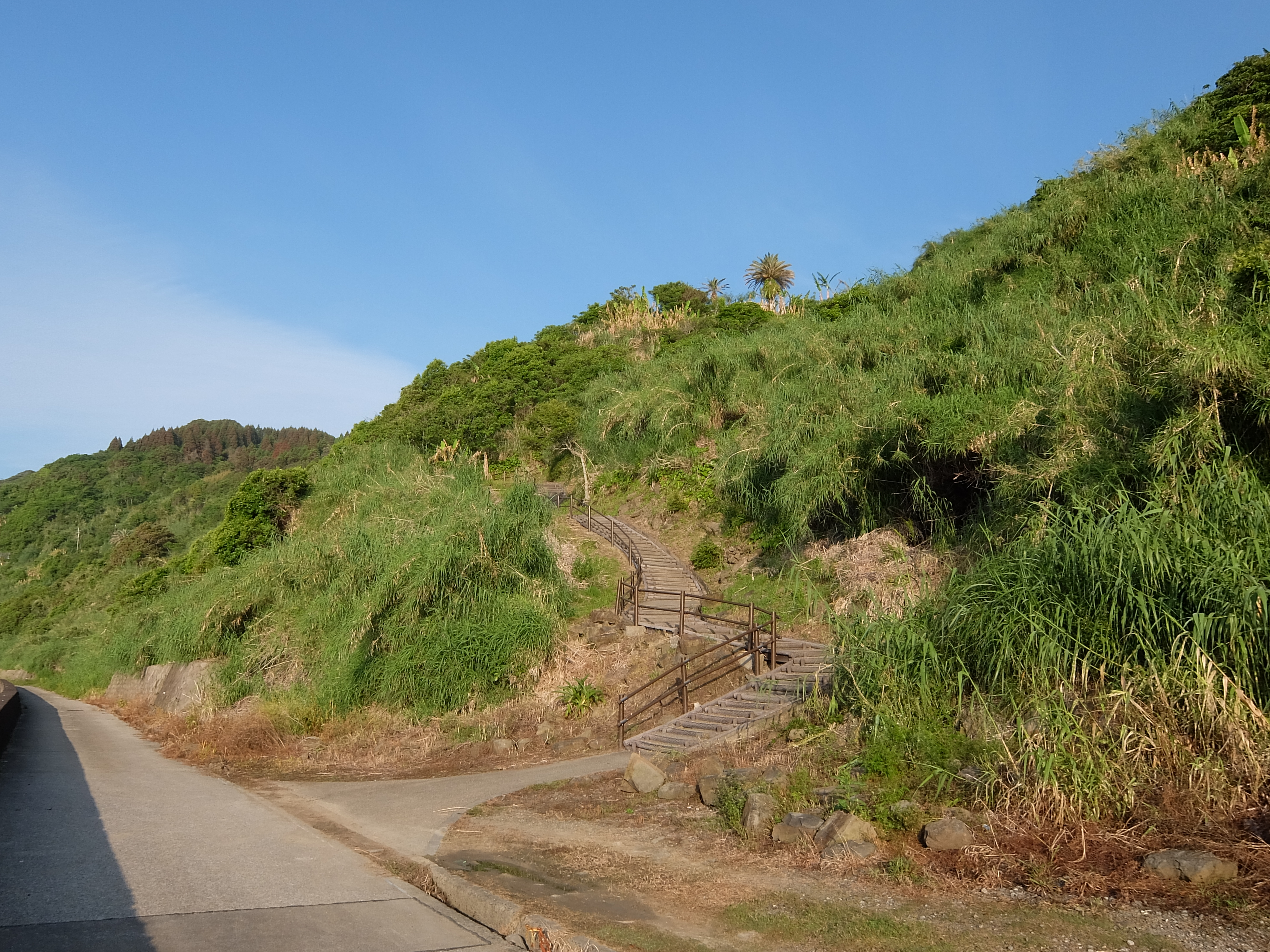
県道より海岸まで階段が整備されている 下りきった海岸側（宮崎交通線跡）から撮影（2015年5月）

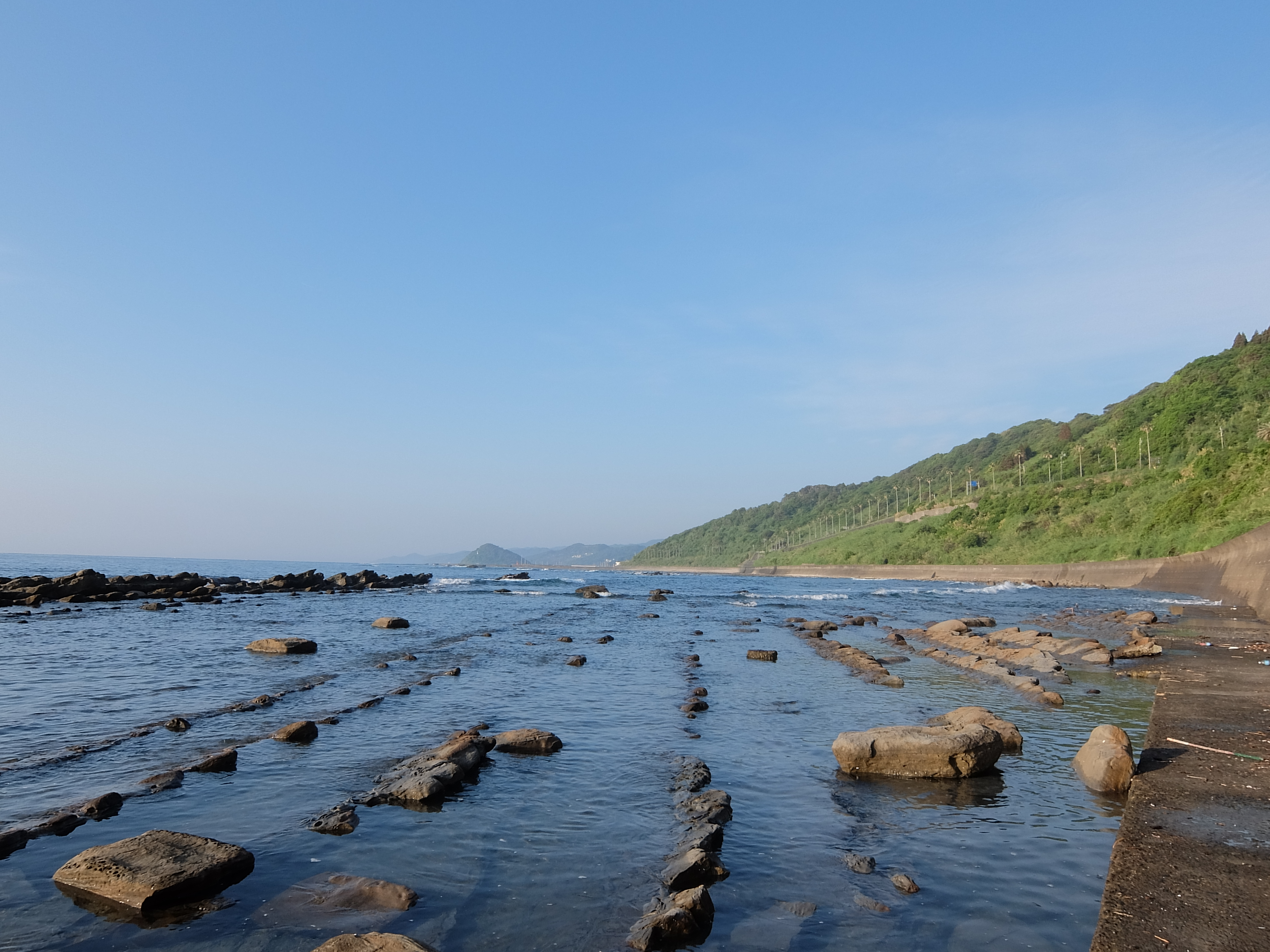
階段を下ったところからの眺め（2015年5月）

- レストラン、喫茶「堀切」（9:00 - 18:00、レストランは 11:00 - 15:00）
- 物産館
- 公園

## アクセス
- 宮崎県道377号内海加江田線（国道220号旧道）沿い[1]

## 周辺
- 日南海岸
- 青島
- 青島神社
- 内海港
- JR日南線 内海駅